# Prix AFC
Les Prix AFC sont des récompenses cinématographiques françaises décernée depuis 2024. Ils visent à récompenser le travail des directeurs et directrices de la photographie du monde entier, pour des œuvres diffusées en France.
Les prix sont décernés en février, lors du Micro-salon de l'AFC, évènement rassemblant les professionnels du cinéma. 

## Histoire
L'initiative du prix a été menée par un groupe de travail dirigé par Romain Lacourbas, directeur de la photographie membre de l'AFC. Il a été décerné pour la première fois au Micro-salon 2024. 
Un premier prix nommé "Prix Caméflex AFC" avait été envisagé une dizaine d'années auparavant mais n'avait jamais vu le jour.

## Trophées
Les trophées remis lors de la cérémonie ont été conçus par Myriam Chataignère, sculptrice, sur la base d'une Caméflex 35mm, caméra emblématique de la Nouvelle Vague. Les tirages du trophées sont faits en bronze dans une fonderie de Belgique.

## Récompenses
- Meilleure photographie pour un long métrage de fiction – depuis 2024
- Meilleure photographie pour une série (épisode, pilote ou mini-série) – depuis 2024
- Meilleure photographie pour un documentaire – depuis 2024
- Meilleure photographie pour un premier ou deuxième long métrage de fiction d’une directrice ou d’un directeur de la photographie résidant en France – depuis 2024
- Prix Mise en lumière – depuis 2025

## Liste des cérémonies
| Édition | Date           | Lieu                 | Réalisateur de la cérémonie | Maître de cérémonie |
| ------- | -------------- | -------------------- | --------------------------- | ------------------- |
| 1re     | 7 février 2024 | Parc floral de Paris |                             | Dominique Maillet   |
| 2e      | 4 février 2025 | Cabaret Sauvage      | Pierre Louis Pléau          | Alex Vizorek        |

## Récompenses et nominations multiples

### Directeurs de la photographie les plus primés
- 2 Prix AFC : Paul Guilhaume

### Directeurs de la photographie les plus nommés
- 2 nominations : Lucie Baudinaud, Yves Cape, Franz Lustig et Paul Guilhaume

## Meilleure photographie pour un long métrage de fiction
- 2024 : Yves Cape AFC pour Sundown, de Michel Franco
  - Michał Dymek PSC pour EO, de Jerzy Skolimowski
  - Florian Hoffmeister BSC pour Tár, de Todd Field
  - Joe Saade pour Joyland, de Saim Sadiq
  - Frank van den Eeden NSC, SBC pour Close, de Lukas Dhont
- 2025 : Paul Guilhaume AFC pour Emilia Pérez, de Jacques Audiard
  - Mihai Malaimare Jr. ASC pour Megalopolis, de Francis Ford Coppola
  - Yves Cape AFC pour Memory, de Michel Franco
  - Franz Lustig pour Perfect Days, de Wim Wenders
  - Aymerick Pilarski AFC pour Rendez-vous avec Pol Pot de Rithy Panh
  - Lucie Baudinaud AFC pour Une affaire d'honneur, de Vincent Perez

## Meilleure photographie pour une série
- 2024 : Denis Lenoir AFC, ASC, ASK et Yorick Le Saux pour Irma Vep (S.1, Ep.7 "The Spectre") d’Olivier Assayas
  - Jaime Reynoso AMC pour Extrapolations (S.1, Ep.5 "2059 Part II, Nightbirds") de Richie Mehta
  - Wim Vanswijgenhoven SBC pour 1985 (S.1, Ep.2 "Donnant-donnant") de Wouter Bouvijn
  - Fabian Wagner ASC, BSC, pour House of the Dragon (Pilote "The Heirs of the Dragon") de Miguel Sapochnik
- 2025 : Christophe Beaucarne AFC, SBC pour D'argent et de sang (S.1, Ep.1) de Xavier Giannoli et Frédéric Planchon
  - Brice Pancot AFC pour De grâce (S.1 Ep.1) de Vincent Maël Cardona
  - Christopher Ross BSC pour Shōgun (S.1 Ep.1) de Jonathan van Tulleken
  - Jean-François Hensgens AFC, SBC pour Tout pour Agnès (S.1 Ep.2) de Vincent Garenq

## Meilleure photographie pour un documentaire
- 2024 : Paul Guilhaume AFC pour Paradis d'Alexander Abaturov
  - Boris Lévy pour The Wild One de Tessa Louise-Salomé
  - Pierre-Hubert Martin pour Rone : L(oo)ping de Louise Narboni
- 2025 : Noé Bach AFC pour Little Girl Blue de Mona Achache
  - Fabien Faure et Alexis Pazoumian pour Black Garden d'Alexis Pazoumian
  - Franz Lustig pour Anselm : Le Bruit du temps de Wim Wenders
  - Jean-Gabriel Leynaud pour Toxicily de François-Xavier Destors

## Meilleure photographie pour un premier ou deuxième long métrage de fiction d’une directrice ou d’un directeur de la photographie résidant en France
- 2024 : Benoît Jaoul pour Chien de la casse de Jean-Baptiste Durand
  - Xavier Dolléans AFC pour Marinette de Virginie Verrier
  - Noémie Gillot pour Magnificat de Virginie Sauveur
  - Pierre-Hubert Martin pour Une femme de notre temps de Jean-Paul Civeyrac
- 2025 : Inès Tabarin AFC pour Vivants de Alix Delaporte
  - Evgenia Alexandrova AFC pour Sans cœur de Nara Normande et Tião

## Prix Mise en lumière
- 2025 : Josée Deshaies AFC pour La Bête, de Bertrand Bonello
  - Lucie Baudinaud AFC pour Une affaire d’honneur, de Vincent Perez
  - Muriel Cravatte pour Mothership d'elle-même

## Liens
- (fr + en) Site officiel